# Bassiana
Bassiana is een geslacht van hagedissen uit de familie skinken (Scincidae).

## Naam en indeling
Het geslacht werd voor het eerst wetenschappelijk beschreven in 1990 door Mark Norman Hutchinson, Stephen Charles Donnellan, Peter R. Baverstock, Malcolm Krieg, S. Simms en Shelly Burgin.
De verschillende soorten werden lange tijd tot het geslacht Acritoscincus gerekend. In 1990 werden ze naar Bassiana verplaatst en in 2010 werd de groep weer in het geslacht Acritoscincus gezet. Dit werd later weer teruggedraaid, zodat in de literatuur beide geslachtsnamen gebruikt worden voor de soorten uit deze groep.

## Uiterlijke kenmerken
De lichaamskleur is bruin, vaak met donkere lengtestrepen. De meeste mannetjes hebben een rood gekleurde keel, vooral in de paartijd. De poten zijn goed ontwikkeld en dragen vijf vingers en tenen. De kop is spits, achter de gehooropeningen zijn geen uitstekende kwabben aanwezig zoals bij andere skinken voorkomt.

## Verspreiding en habitat
De soorten leven endemisch in Australië en komen voor in de staten New South Wales, Queensland, Tasmanië, Victoria, West-Australië en Zuid-Australië.
Door de internationale natuurbeschermingsorganisatie IUCN worden alle soorten als 'veilig' beschouwd (Least Concern of LC).
De habitat bestaat uit de strooisellaag of tussen de lagere planten van begroeide gebieden zoals bosranden. Bij gevaar wordt gescholen onder stenen en houtblokken. De hagedissen zijn eierleggend.

## Soorten
Het geslacht omvat de volgende soorten, met de auteur en het verspreidingsgebied.
| Naam                | Auteur       | Verspreidingsgebied                                             |
| ------------------- | ------------ | --------------------------------------------------------------- |
| Bassiana duperreyi  | Gray, 1838   | Australië (New South Wales, Tasmanië, Victoria, Zuid-Australië) |
| Bassiana platynota  | Peters, 1881 | Australië (New South Wales, Queensland, Victoria)               |
| Bassiana trilineata | Gray, 1838   | Australië (West-Australië, mogelijk in Zuid-Australië)          |